# スコット島
スコット島（英語: Scott Island）は、南極海にある島。ロス海域に位置する、小さな無人の火山島である。
1902年、ウィリアム・コルベックによって発見された。

## 地理

### 位置・広がり
南極大陸東部（東南極）・ヴィクトリア・ランドの北東端にあるアデア岬(Cape Adare)の北東沖500km、南緯67度24分、西経179度55分に位置する。
島の長さは約400m、面積は0.04 km2。最高地点は63 m。傍らにハギッツピラー (Haggits Pillar) と呼ばれる岩柱がある。

### 領有権主張
ニュージーランドが「ロス海属領」の一部として領有権を主張している。

## 歴史
1902年12月、イギリス海軍予備員(RNR) のウィリアム・コルベック大尉 (William Colbeck (seaman)) が発見した。コルベックは、ロバート・スコットのディスカバリー号による探検 (Discovery Expedition) の支援にあたっていた「モーニング号」 (SY Morning) の艦長である。
当初はマーカム島（Markham Island）と命名されたが、スコットに因んで「スコット島」に改められた。